# Gustav Wölkerling
Gustav Wölkerling (* 4. Mai 1882 in Perleberg, Westprignitz; † 23. Oktober 1954 in Heidelberg) war ein Spion, der als Angehöriger des deutschen Reichsheeres kurz vor dem Ersten Weltkrieg Geheimdokumente ins Ausland verkaufte.

## Leben

### Werdegang und Spionagetätigkeit
Wölkerlings Eltern lebten in dürftigen Verhältnissen. So war es für den geistig begabten Gustav Wölkerling ein sozialer Aufstieg, als er nach der Volksschule 1896 eine Beschäftigung als Schreiber im Landratsamt Perleberg fand. Später war er in gleicher Funktion bei der städtischen Polizeiverwaltung Perleberg tätig.
Im Oktober 1903 erhielt Wölkerling seine Einberufung in das 1. Westpreußische Fußartillerie-Regiment Nr. 11 nach Thorn. Schnell wurde er zum Unteroffizier befördert und bereits nach zweieinhalb Dienstjahren als „etatmäßiger Schreiber“ der Festungskommandantur Thorn eingesetzt. Nach weiteren drei Jahren lernte er die damals 18-jährige Verkäuferin Minna Sommer kennen. Schon nach einem halben Jahr erfolgte die Hochzeit. Sie bezogen eine Dienstwohnung in der Artilleriekaserne II in Thorn.
Der mittlerweile zum Sergeanten beförderte Gustav Wölkerling wollte seiner Ehefrau mehr bieten als sein mäßiges Unteroffiziersgehalt. Auf Grund einer 1908 erschienenen Zeitungsanzeige fand er Kontakt zu Oberst Nikolai Stepanowitsch Batjuschin vom russischen militärischen Nachrichtendienst, einem der erfolgreichsten russischen Agentenführer mit Dienstsitz in Warschau.
Oberst Batjuschin ließ nach Vorlagen Nachschlüssel zu den Panzerschränken von Wölkerlings Vorgesetzten anfertigen. Aus den mit Geheimmaterial aller Art gefüllten Schränken lieferte Wölkerling binnen weniger Jahre eine Unmenge von Kopien und Abschriften vertraulicher Akten, hochgeheimer Mobilmachungsunterlagen sowie sonstige brisante militärische Dienstvorschriften und Pläne an Russland. Weil Wölkerling mit dem Kopieren der Akten mit seiner Schreibmaschine nicht nachkam, ging er später dazu über, das Geheimmaterial zu fotografieren.
Nachdem Wölkerling Ende 1911 schon beträchtliche Summen kassiert hatte und über einen großen Vorrat kopierter beziehungsweise abfotografierter Geheimakten verfügte, dessen stückweiser Verkauf ihm auf Jahre hinaus ein gesichertes Einkommen garantierte, erbat er zum 31. Dezember 1911 seine Entlassung aus dem Militärdienst.
Das Ehepaar Wölkerling bezog Anfang 1912 eine luxuriöse Wohnung in der Stadt Bromberg in der Provinz Posen. 
Geschäftstüchtig hatte Wölkerling mit dem französischen Nachrichtendienst Verbindung aufgenommen und die für Russland kopierten Geheimdokumente gleich noch einmal verkauft. Als er zu demselben Zweck Anfang 1912 auch noch mit dem österreichisch-ungarischen Geheimdienst Kontakt aufnahm, bewirkte dies seine Enttarnung. Wölkerling hatte nicht bedacht, dass Österreich-Ungarn und Deutschland Verbündete waren. Ein von Wölkerling mitfotografierter Verteilerstempel auf einem Dokument brachte die deutsche Spionageabwehr auf seine Spur. Von Beamten der Berliner Politischen Polizei wurde Wölkerling im Februar 1912 auf einer Rundreise zur Übermittlung von Nachrichtenmaterial ins damals noch russische Warschau und nach Paris beschattet und am 23. Februar 1912 in Berlin verhaftet. In seiner Wohnung wurden neben größeren Summen Bargelds viele Wertpapiere und Hypothekenbriefe sowie zirka zwei Zentner militärisches Geheimmaterial sichergestellt.
Da sich Wölkerling während der späteren Untersuchung nicht kooperativ zeigte, konnte der Umfang seiner Tätigkeit nicht vollständig aufgedeckt werden. Gewiss ist aber, dass Wölkerling einer der bestbezahlten Spione des 20. Jahrhunderts war und durch seine nachrichtendienstliche Tätigkeit in den Jahren 1908 bis 1912 Einnahmen im heutigen Gegenwert von etwa einer halben Million Euro erzielte. Dem Verratsumfang nach dürfte der Fall Gustav Wölkerling die Taten des vielgenannten k. u. k. Obersten Alfred Redl übertroffen haben.
Obwohl er wichtige Geheimunterlagen wie Festungspläne und geheime Mobilmachungsvorschriften übermittelte, lässt sich allerdings nicht erkennen, dass irgendeine der von ihm preisgegebenen Informationen einen wirksamen Nutzen für die russische oder französische Kriegsführung im kurz danach ausbrechenden Ersten Weltkrieg gehabt hätte.

### Verurteilung und Strafverbüßung
Gustav Wölkerling wurde nach dreimaliger Revision gegen seine Verurteilung im Januar 1914 in vierter und letzter Instanz vom Reichsmilitärgericht zu Degradierung, Vermögenseinzug, einer hohen Geldstrafe und 15 Jahren Zuchthaus verurteilt. Der deutsche Kaiser Wilhelm II. bestätigte als oberster Gerichtsherr am 7. Februar 1914 das Urteil, das in seiner Höhe den gesetzlich möglichen Strafrahmen voll ausschöpfte. Gustav Wölkerling verbüßte seine Zuchthausstrafe in den Strafanstalten Sonnenburg und Brandenburg. Anders als andere politische Häftlinge kam er in der Novemberrevolution 1918 nicht frei und wurde auch während der 1920er Jahre trotz seines fortwährenden Drängens nicht vorzeitig entlassen. Da Bromberg jetzt zu Polen gehörte, versuchte er seine Freilassung zunächst mit der Argumentation zu erwirken, er sei jetzt Pole. Rein formalrechtlich gesehen könnte er damit möglicherweise sogar recht gehabt haben, wie ein zu dieser Frage angefertigtes Gutachten des preußischen Justizministeriums zeigt. Allerdings hatte die polnische Seite keinerlei Interesse daran, ihm zu helfen, und das von ihm angeschriebene polnische Generalkonsulat reagierte nicht auf seine Eingaben. Auch alle weiteren Gesuche um Begnadigung wurden abgelehnt. Hinter den Ablehnungen stand das Reichswehrministerium, das Wölkerlings Tat für so schwer wiegend hielt, dass eine nicht vollständige Strafverbüßung als Schlag gegen die Spionageabwehr und damit gegen die Interessen der Landesverteidigung anzusehen wäre. Erst im Juli 1928, ein halbes Jahr vor dem regulären Entlassungstermin, wurde Wölkerling im Rahmen der so genannten „Koch-Amnestie“ für politische Straftäter zusammen mit dem Kommunisten Max Hölz und den Rathenau-Mördern Ernst Werner Techow und Willi Günther amnestiert. 
Der stark gealterte und starrsinnig gewordene Wölkerling ließ sich nach der Entlassung in erfolglose Streitereien mit dem preußischen Justizministerium ein, um die Wiederaufnahme seines Prozesses zu erreichen und Teile seines einstigen Vermögens wiederzuerlangen. In den 1930er Jahren verlieren sich die Spuren des ehemaligen Spions, der nur mit Hilfe seiner Geschwister überleben konnte und eine klägliche Existenz fristete.
Anders verlief das Verfahren gegen seine Ehefrau Minna Wölkerling. Gegen sie konnten zunächst trotz zahlreicher Indizien keine ausreichenden Beweise einer Mitwisserschaft erlangt werden, sodass sie im Mai 1912 auf freien Fuß gesetzt wurde. Im November 1912 wurde dennoch Anklage erhoben, da starke Verdachtsmomente bestanden, dass sie von den Verratshandlungen ihres Mannes gewusst haben musste. Der Prozess fand aber zunächst nicht statt, weil die endgültige Verurteilung ihres Mannes abgewartet werden sollte. Erst im Juli 1914 stand sie vor dem Landgericht in Bromberg, wurde mangels Beweisen freigesprochen, bei Kriegsausbruch in Perleberg aber erneut für zwei Monate inhaftiert. Am 16. Januar 1915 ließ sie sich, wahrscheinlich unter öffentlichem oder behördlichem Druck, von Gustav Wölkerling scheiden. Er selbst blieb ihr trotz des abgebrochenen Kontakts verfallen und war noch in den 1920er Jahren überzeugt, sie werde ihn nach seiner angestrebten vorzeitigen Entlassung erneut heiraten.